# Skatopia
 (juin 2020).
Si vous disposez d'ouvrages ou d'articles de référence ou si vous connaissez des sites web de qualité traitant du thème abordé ici, merci de compléter l'article en donnant les références utiles à sa vérifiabilité et en les liant à la section « Notes et références ».

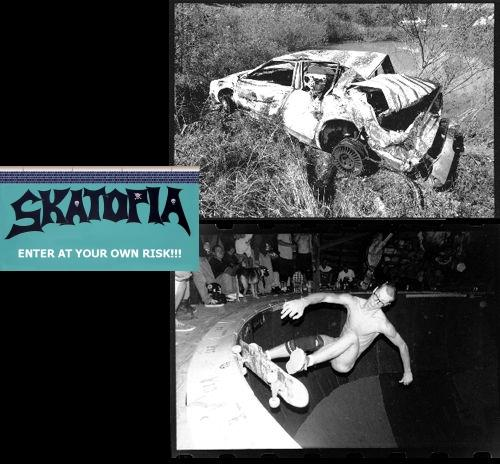

Skatopia est un skatepark privé installé dans une ancienne ferme près de Rutland, Ohio. Il est la propriété de Brewce Martin. Le nom fait référence à l'un des premiers skatepark de Californie qui a fermé à la fin des années 1970 et accueille, aujourd'hui, le Museum of Skateboard History, où sont exposés plus de 1200 skateboards, dont plusieurs des années 1960.

## Les modules
- Le premier élément construit à Skatopia est Epcot Bean (ou The Punisher), un pool de 3,6 m de profondeur et recouvert de skatelite (un revêtement synthétique glissant) avec coping de pool[Quoi ?]. Il prend place à l'étage d'une grange vieille de 100 ans.
- Le Fool's Pipe (jeu de mots avec Full Pipe, qui veut dire tuyau plein) est un pipe plein aux trois-quarts, en bois, placé dans une vieille grange, d'un diamètre de 6 m et d’un longueur de 12 m. Il y a 4,5 m de verticale, avec un coping de pool[Quoi ?].
- Le King Dong Ramp est composé de deux bowls outdoor[Quoi ?] en bois, séparés par un spine[Quoi ?] : le premier est en forme de L et le second, à peu près carré, prend place entre les deux branches du premier. Sa profondeur va de 1,8 m à 3,6 m au point le plus profond, avec un mur vertical.
- La Kidney Pool, construite en 2003, est installée dans une grange en tôle. C'est une véritable piscine comme aux débuts du skate. Sa dimension va de 1,5 m à 2,7 m.
- Le Lula Bowl est créé en 2004. Il possède un cradle[Quoi ?] et un bus scolaire dont les phares avant traversent le béton, ainsi que des revêtements en métal.

## Médias
Skatopia a été l'occasion d'un épisode de Viva La Bam sur MTV et d'un niveau du jeu vidéo Tony Hawk's Underground 2. 